# Tweede amendement van de Grondwet van de Verenigde Staten

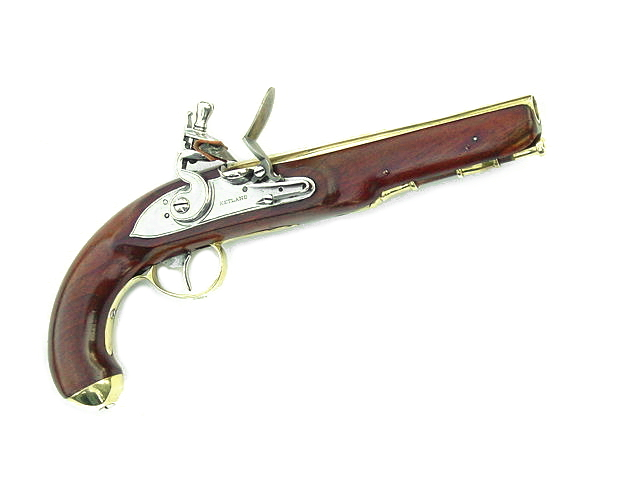
Een voorbeeld van hoe vuurwapens ten tijde van de toevoeging van het amendement eruitzagen.

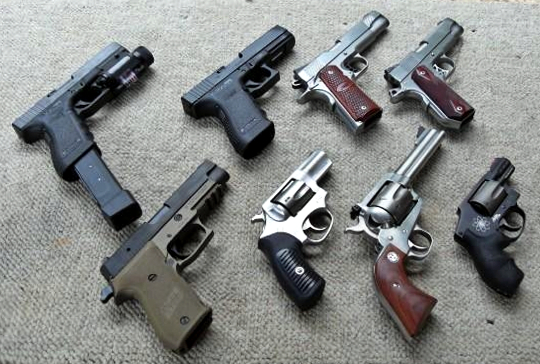
Ook moderne handvuurwapens vallen onder het amendement.

Het tweede amendement van de Grondwet van de Verenigde Staten is een onderdeel van de Bill of Rights, dat op 15 december 1791 werd toegevoegd aan de grondwet. Het artikel verbiedt de overheid om het natuurrecht op het bezitten en dragen van wapens te schenden. De moderne interpretatie die aan het artikel moet worden gegeven zorgt voor een uitgebreid en gepolariseerd debat binnen de Amerikaanse samenleving.

## Tekst
Het tweede amendement, zoals aangenomen door het Huis van Afgevaardigden en de Senaat, luidt:

A well regulated Militia, being necessary to the security of a free State, the right of the people to keep and bear Arms, shall not be infringed.

Nederlands: „Aangezien een goed geregelde militie nodig is voor de veiligheid van een vrije staat, zal geen inbreuk worden gemaakt op het recht van het volk om wapens te bezitten en te dragen.“
Het origineel en de kopieën, verspreid aan de staten en vervolgens door hen geratificeerd, hadden een andere kapitalisatie en interpunctie:

A well regulated militia being necessary to the security of a free State, the right of the People to keep and bear arms shall not be infringed.

Beide versies worden gebruikt in officiële overheidspublicaties. Het originele, handgeschreven exemplaar van de Bill of Rights, goedgekeurd door het Huis en de Senaat, werd geschreven door de kopiist William Lambert en hangt in de Nationale Archieven. In District of Columbia v. Heller gebruikt het Hooggerechtshof de tekst van het Huis en de Senaat.
Het tweede amendement is het enige constitutionele amendement dat voorafgegaan wordt door een bijzin. Dergelijke constructies kwamen echter elders vaker voor.